# Шимон Козловський
Шимон Марцін Козловський (Симон-Мартин Козловський; пол. Szymon Marcin Kozłowski; 5 листопада 1819 — 14 листопада 1899, Санкт-Петербург) — польський римо-католицький релігійний діяч, луцько-житомирський єпископ (1883–1891), пізніше могилівський архієпископ, ректор Духовної академії в Петербурзі, біблійник, популяризатор теології.

## Біографія
Народився 5 листопада 1819 року в Олиті в Троцькому повіті в Литві, як син Яна і Магдалини з Лєнкевичів, шляхетну школу закінчив у Кейданах. До Духовної семінарії у Вільні вступив у 1839 році, через два роки став студентом віленської Духовної академії, яку закінчив після перенесення її до Петербурга. Ієрейські свячення отримав у 1844 році. 22 червня в 1845 році отримав ступінь магістра теології. У 1845–1848 роках був учителем гімназії в Ковні, а також професором моральної теології й гомілетики у віленській Духовній семінарії. У 1848–1851 роках викладав історію церкви і канонічне право, а в 1851–1863 роках був ректором семінарії. У 1852 році був призначений каноніком, у 1862 році прелатом кустошом віленської катедральної капітули, а в 1866 році асесорем (суддею) Духовного Колегіуму в Петербурзі. У 1877 році став ректором Духовної академії в Петербурзі. У 1883 році папа Лев XIII преконізував його на луцько-житомирського єпископа. Мав нелегке завдання направляти збитки, завдані у період 13-літнього заслання його попередника. Цій праці присвятив своє управління. Лояльним був у стосунку до російської влади. У 1884 році заборонив виконувати обов'язки священика пароху, котрий прийняв у костелі православного митрополита, за що царська влада зменшила йому на половину зарплату, але вже під кінець 1885 року ця кара була анульована. У 1891 році був преконізований на могилівського архієпископа. Луцько-житомирська дієцезія «лишилась знову» як писав Єжи Філіпович, — без справжнього пастиря". У 1892 році не хотів впроваджувати російську мову в додаткових богослужіннях, що стало причиною серйозного конфлікту з державною владою. Архієпископ Козловський, як пише о. Мєчислав Живчинський, «здавався мало енергійною людиною. Був під впливом священника Симона, а після відсторонення цього владою в 1897 році був під впливом іншого суфрагана, єпископа Кароля-Антонія Недзялковського». Був одним із найплідніших релігійних письменників у російській імперії. Писав релігійні підручники. Популяризував основи і дії Католицької церкви. Не був науковцем, але в 1862 році став доктором honoris causa Духовної академії в Петербурзі. До XX століття вся молодь училася з його книжок. Оприлюднив текст Вульґати в перекладі о. Якуба Вуйка, відомий як «Біблія Козловського» — популярна серед священиків з приводу польського й латинського текстів. Наполягав на тому, щоб священики читали Св. Письмо й цікавилися літургією. Помер 14 листопада 1899 року в Петербурзі. Був похований у підземеллях цвинтарного костелу на петербурзькому Виборзькому цвинтарі.